# Brunow
Brunow ist eine Gemeinde im Landkreis Ludwigslust-Parchim in Mecklenburg-Vorpommern (Deutschland). Sie wird vom Amt Grabow mit Sitz in Grabow verwaltet.
Zur Gemeinde gehören die Ortsteile Bauerkuhl, Klüß und Löcknitz.

## Geografie
Brunow ist eine Gemeinde im Landkreis Ludwigslust-Parchim, grenzt im Süden an das Land Brandenburg und liegt im nur sehr dünn besiedelten Gebiet südwestlich der Ruhner Berge.
Umgeben wird Brunow von den Nachbargemeinden Ziegendorf im Norden und Osten, Berge im Südosten und Süden, Karstädt im Südwesten, Dambeck im Westen sowie Möllenbeck im Nordwesten.
Auf Luftbildern entdeckt man in Brunow ausgeprägte charakteristische Züge eines Angerdorfes. Häuser und Gehöfte sind sternförmig um einen zentralen Dorfplatz mit Kirche angelegt. Im Gegensatz dazu ist der Ortsteil Klüß ein typisches Straßendorf.

## Geschichte
Die Bauweise von Brunow lässt auf ein Wendisches Rundplatzdorf aus dem 12. Jahrhundert schließen. Die erste urkundliche Erwähnung, in der es um einen Landverkauf ging, stammt aus dem Jahr 1340. Nach dem verlustreichen Dreißigjährigen Krieg siedelten sich erneut Bauern an. Die Geschichte des Ortes ist bis ins 18. Jahrhundert mit der von Dambeck verbunden, da Brunow bis dahin Teil des Hauptgutes Dambeck war. Danach ging es in landesherrlichen Besitz über. Nachdem Brunow und die 1827 gegründete Büdnerkolonie „Löcknitz“ zu einer Gemeinde mit weitgehender Selbstverwaltung erhoben wurden, trug das Dorf bis nach dem Zweiten Weltkrieg den Namen „Brunow-Löcknitz“. Die Eingemeindung von Bauerkuhl erfolgte am 1. Juli 1950. Im Zuge einer zwei Jahre später folgenden Verwaltungsreform kam Brunow aus dem Kreis Ludwigslust zunächst zum Kreis Parchim, später in den Kreis Perleberg. Am 1. August 1992 wurde Brunow aus dem nun brandenburgischen Kreis Perleberg wieder dem Landkreis Ludwigslust zugeordnet.

## Politik

### Gemeindevertretung und Bürgermeister
Der Gemeinderat besteht (inkl. Bürgermeisterin) aus sieben Mitgliedern. Bei der Wahl zum Gemeinderat am 26. Mai 2019 erreichte die Wählergruppe Brunow-Klüß 100 % der Stimmen.
Bürgermeisterin der Gemeinde ist Heike Bartczak, sie wurde mit 78,03 % der Stimmen gewählt.

### Dienstsiegel
Die Gemeinde verfügt über kein amtlich genehmigtes Hoheitszeichen, weder Wappen noch Flagge. Als Dienstsiegel wird das kleine Landessiegel mit dem Wappenbild des Landesteils Mecklenburg geführt. Es zeigt einen hersehenden Stierkopf mit abgerissenem Halsfell und Krone und der Umschrift „GEMEINDE BRUNOW“.

## Verkehrsanbindung
Brunow erreicht man von der Abfahrt Parchim der Bundesautobahn 24 in zehn Kilometern Entfernung. Der nächste Bahnhof an der Strecke Hamburg-Berlin befindet sich etwa 13 Kilometer südlich in Karstädt. Von hier gelangt man ebenfalls auf die Bundesstraße 5.

## Sehenswürdigkeiten
- Dorfkirche in Brunow: Fachwerkbau vom 17. oder 18. Jahrhundert mit einem zweigeschossigen Turm; die Fenster wurden neugotisch verändert.
- Dorfkirche in Klüß

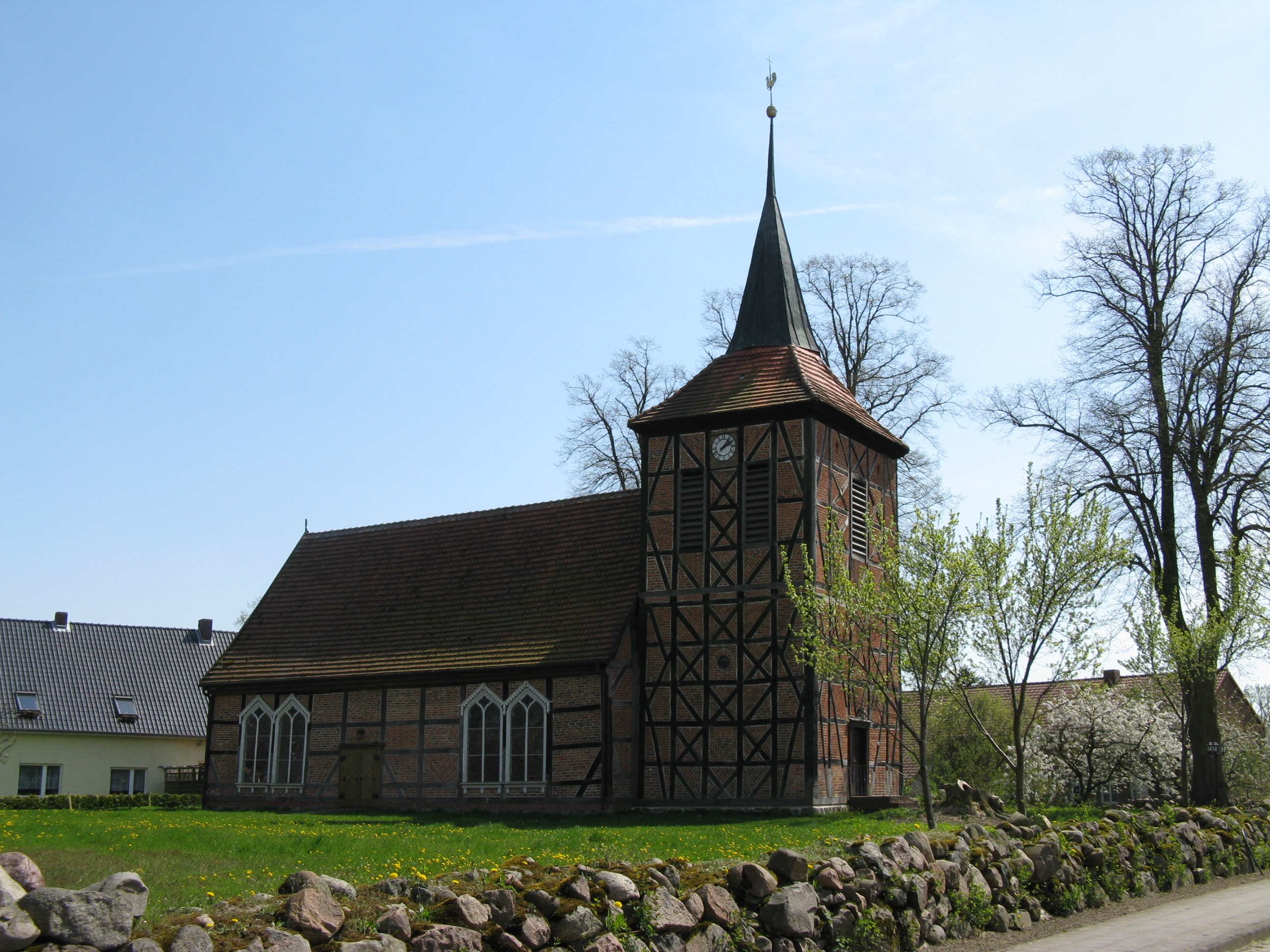
Dorfkirche Brunow
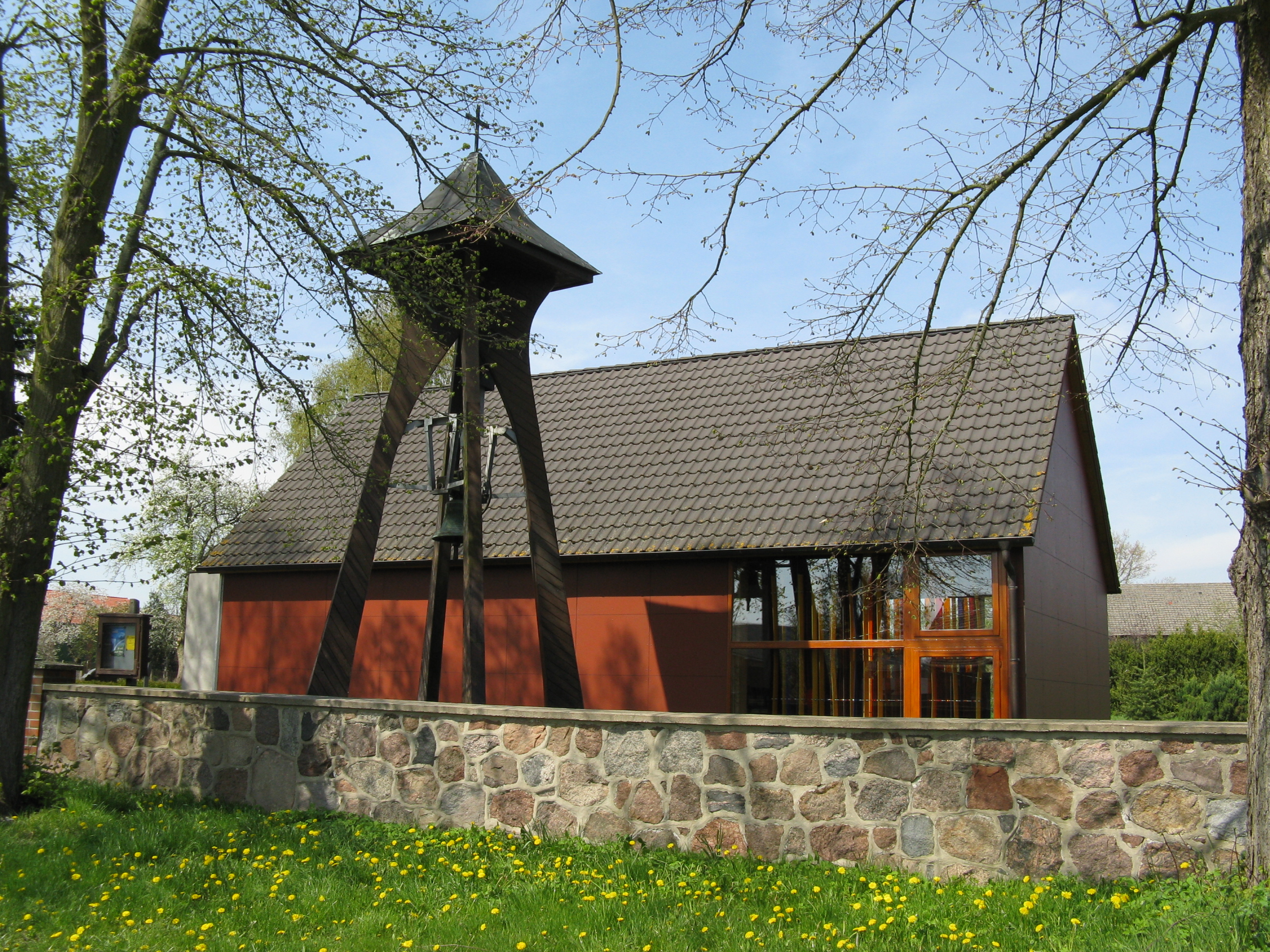
Dorfkirche Klüß
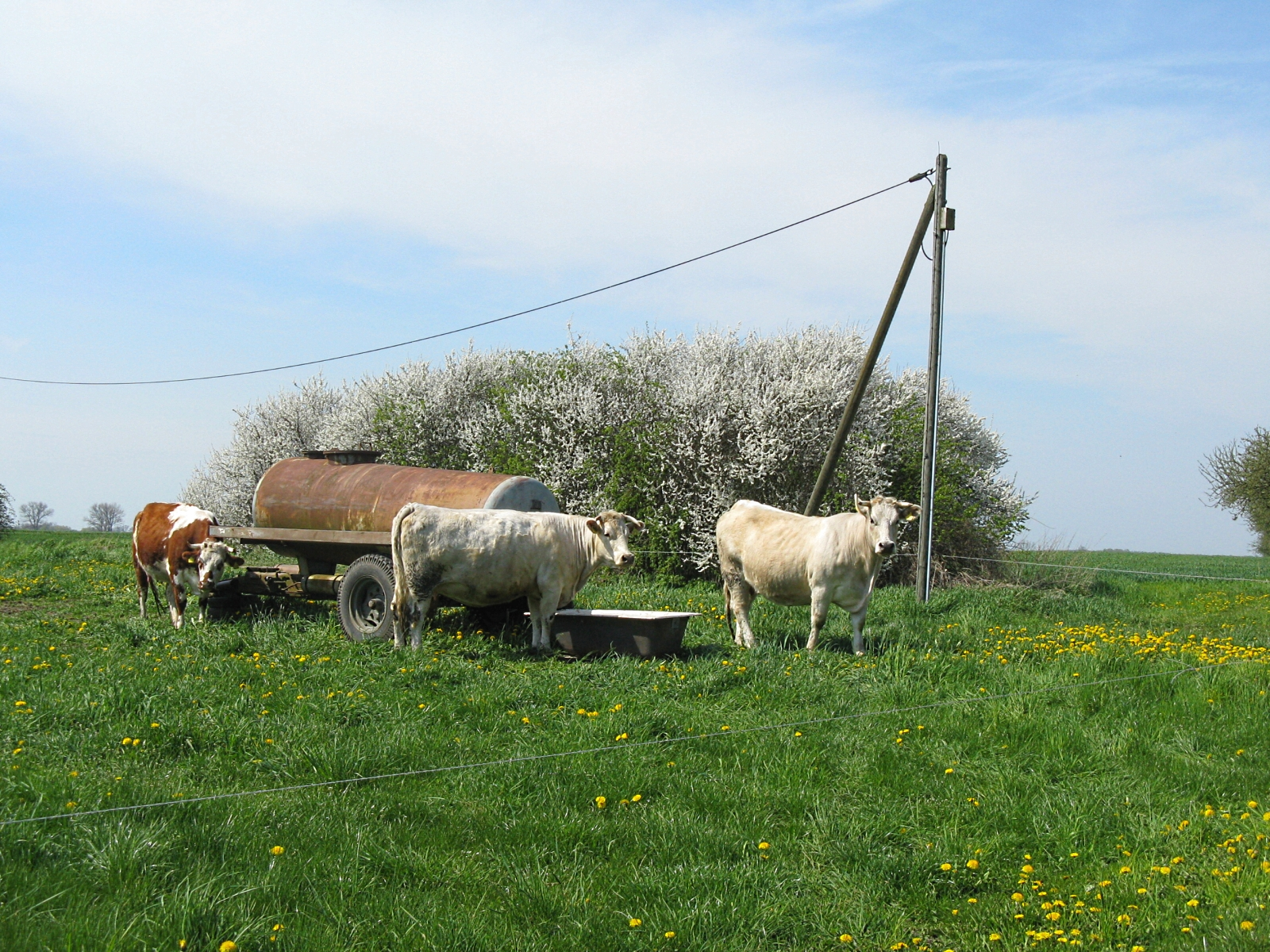
Rinder auf einer Viehweide in Klüß

## Persönlichkeiten
- Martin Wilbrandt, DDP-Politiker